# 非ホロノミック系
非ホロノミック系（ひホロノミックけい）とは、連続的に変化して元の値になった時に系全体としては元に戻っていないような微分拘束を受けるパラメータによって記述されるシステムである。 

## 概要
物理学や数学において、非ホロノミック系とは、連続的に変化して元の値になった時に系全体としては元に戻っていないような微分拘束を受けるパラメータによって記述されるシステムである。 
 
より正確には、非ホロノミック系とは、支配パラメータの閉軌道によって、別の状態に移る系である。
最終状態がパラメータ空間の経路上での値に依存するため、系は重力の逆2乗の法則のようなポテンシャルによって表すことができない。

ここで挙げた逆2乗の法則はホロノミック系の例である。すなわち、系の解軌道は、初期値と最終値のみによって定まるのであって（ポテンシャルにおける位置）中間の経路とは独立である。

このため、ホロノミック系は可積分と呼ばれ、非ホロノミック系は不可積分と呼ばれる。非ホロノミック系において解軌道を積分してゆくと値は一定の範囲のずれを伴い、そのずれのことを軌道によって生成されたanholonomyと呼ぶ。この用語は,  ハインリヒ・ヘルツによって1894年に提案された。
非ホロノミック系の一般的性質は互いに依存するパラメータの関係が陽に見えないところにある。1つ以上のパラメータを加えてパラメータ空間の次元を増やすことによって陰な依存関係を除くことができるのでば、系は非ホロノミック系ではなく、単に低次元の空間によって不完全にモデル化されているだけである。一方、系が本質的に独立な座標(パラメータ)によって表現できないのであれば、非ホロノミック系である。この状況を内部状態および外部状態を区別することで説明を試みるものがあるが、実際にはすべてのパラメータが系を特徴付けるのに必要なのであって、内部・外部の区別は人工的なものである。
より簡潔に言えば、保存の原理が作用する系とそうでない系では相容れない違いがあるということである。球面上の平行移動ではその違いがよくわかる。リーマン多様体は本質的にユークリッド空間とは異なる計量を持っている。球面上の平行移動においては、暗黙の依存関係は非ユークリッド計量に本質的に備わっているものである。球面は2次元の空間である。次元を増やすことで計量の性質がよりはっきりするようにはなるものの、リーマン計量からくる切り離せない依存関係のあるパラメータを持つ2次元空間であることには変わりない。

## 非ホロノミック系の例

### フーコーの振り子
非ホロノミック系の古典的な例はフーコーの振り子である。局所座標系では振り子は地軸の北方向に関して特定の方向に向いた鉛直面内を振れている。
系の陰の軌道は振り子の位置を通る緯線である。振り子が地球に固定された座標系で静止していても、太陽を基準とした座標系から見れば地球の公転にしたがって運動しており、振り子の動きが地球の公転によってもたらされたものである。

この座標系は慣性座標系と考えることができるものの、より厳密に考えればこれも慣性系ではない。地球に固定された座標系は遠心力やコリオリ力が観測される事実から、非慣性座標として知られている。
緯線にそった運動は、通過時刻によって特徴付けられ、フーコーの振り子の振動面は局所座標において鉛直軸周りに回転する。
 
この平面の時刻 t における初期状態からの回転角は系の anholonomy である。緯線の円を1周して生じる anholonomy は緯線の円のなす立体角に比例する。飛行機に搭載された振り子は、飛行機の経路(不規則であってもよい)のなす立体角にやはり比例する。フーコーの振り子は平行移動の物理的な例である。

### 転がる球体
この例はとても簡単に確かめることができる。水平なテーブル上に原点として点を、xy軸として線の印をつけた3次元の直交座標系を考える。

単位長さの半径を持つ球、例えば卓球の球を手に持って、ある点Bに青い印をつける。この点を通る直径に直行し、球の中心 C を通るような平面は1つの大円を定めるが、これを点Bに対する赤道と呼ぶことにする。球面上の点Bがテーブルの原点に一致するように置くと、点Cは直交座標系において x=0, y=0, z=1 となる。赤道上に別の点Rに赤い印をつけ x=1, y=0, z=1 という座標値を取るようにする。これを初期状態の姿勢とする。
球は平面 z=0 上で、Cが x=0, y=0, z=1 の位置に戻ってくるような任意の連続した軌跡に沿って、滑ったりスピンせずに転がることができるとする。一般に点Bは原点に戻ってくることはなく、点Rはx軸上の正の点にあるわけではない。実際には、適切な軌道を選ぶことによって、初期姿勢に対して相対的に任意の姿勢にすることができる。

したがってこの系は非ホロノミック系である。anholonomy は2つの固有の四元数(q と -q)によって表すことができ、この四元数によって、点BやRは新しい位置に移される。

### 光ファイバー中の直線偏光した光
光ファイバーの長さを3 mとし、厳密に直線状に置く。垂直に偏光した光線を一方の端面から導入すると、偏光した状態のままもう一方の端面から出てくる。偏光の向きにあわせてファイバーの上面に筋模様をつけておく。
ここで、ファイバーを直径10 cmの円筒の周りに巻きつける。するとファイバーの軌跡は曲率一定の螺旋状となる。螺旋は捩率が一定であるという興味深い性質を持っている。そのため、ファイバーはその曲線を軸として、曲線に沿って進むにつれて回転する。同じように筋模様の螺旋曲線を軸として回転する。
再び線形偏光した光を一方の端面から導入すると、もう一方の端面から出てくる光の偏光の向きは筋模様に沿ったものになりそうだが、実際には筋模様とは一定の角度をなし、その角度はファイバー長や螺旋のピッチ、半径に依存する。2つ目の螺旋を用意して、初めの端面に光を戻してやればこの系もまた非ホロノミック系である。この場合 anholonomy は偏光の角度のずれによって表される。パラメータを適切に調整することで、任意の角度を得ることができる。

## 拘束
非ホロノミック拘束は以下の形をとり、なおかつ不可積分である：
{\displaystyle \sum _{i=1}^{n}a_{s,i}dq_{i}+a_{s,t}dt=0~~~~(s=1,2,...,k)}
{\displaystyle n} : 座標の数
{\displaystyle k} : 拘束方程式の数
{\displaystyle q_{i}} : 座標
{\displaystyle a_{s,i}} : 係数
上の形で非ホロノミックとなるためには、左辺が全微分あるいは積分因子によっても全微分に変換できるものであってはならない。
仮想変位で表せば、拘束は以下の微分形式で与えられる。
{\displaystyle \sum _{i=1}^{n}a_{s,i}\delta q_{i}=0~~~~(s=1,2,...,k)}.